# Governo di unità nazionale (Libia)
Il Governo di unità nazionale libico (in arabo حكومة الوحدة الوطنية‎?) è un governo provvisorio della Libia in carica dal 15 marzo 2021, contrapposto al Governo di stabilità nazionale.
Il governo è stato formato nei primi mesi del 2021 con l'obiettivo di unificare il Governo di accordo nazionale, guidato da Fayez al-Sarraj ed istituito dall'accordo di Skhirat nel 2015, col secondo governo al-Thani, in carica dal 29 settembre 2014 e guidato da Abdullah al-Thani, per condurre il paese verso le successive elezioni presidenziali, inizialmente previste per il 24 dicembre 2021 ma rinviate più volte.
È presieduto da Abdul Hamid Mohammed Dbeibeh ed è l'unico governo libico riconosciuto dalla comunità internazionale, sebbene la Camera dei rappresentanti abbia votato la sfiducia il 21 settembre 2021, nominando come Primo ministro Fathi Bashagha e poi Osama Hammad; la mozione di sfiducia è stata tuttavia dichiarata nulla dall'Alto Consiglio di Stato.

## Storia
La formazione di un governo di unità nazionale è stata fortemente voluta dall'Organizzazione delle Nazioni Unite, intenzionata ad unificare i due governi esistenti in Libia: il Governo di accordo nazionale, istituito nel 2015 dall'accordo di Skhirat e guidato da Fayez al-Sarraj (detto governo di Tripoli), e il secondo governo al-Thani, guidato da Abdullah al-Thani e considerato vicino al maresciallo Khalifa Belqasim Haftar (detto governo di Tobruch). Dopo un tentativo fallimentare da parte di Haftar di occupare Tripoli nell'aprile 2019, l'ONU ha convinto le due parti a firmare un cessate il fuoco per dare inizio ad un processo di unificazione politica in vista delle prossime elezioni.
Il 5 febbraio 2021 un'assemblea di 74 delegati libici organizzata dall'ONU ha votato i vertici del sistema politico libico: Mohamed al-Menfi come Presidente del Consiglio presidenziale e Abdul Hamid Mohammed Dbeibeh come Primo ministro. Tutti i candidati avevano accettato il compito di guidare un governo provvisorio di transizione verso nuove elezioni presidenziali e parlamentari programmate per il 24 dicembre 2021. La Turchia è stata tra i primi paesi ad esprimere soddisfazione per l'elezione della nuova leadership libica.
Nell'arco di un mese Dbeibeh ha formato il proprio governo, che ha ricevuto dopo diversi cambiamenti la fiducia dalla Camera dei rappresentanti il 10 marzo 2021 con 132 voti favorevoli su 178 (sebbene non tutti i parlamentari fossero presenti alla votazione) durante un'apposita seduta tenutasi a Sirte, prestando giuramento il 15 marzo successivo. In occasione dell'approvazione della mozione di fiducia il Presidente della Camera Aguila Saleh Issa ha sottolineato che il mandato del governo sarebbe scaduto il 24 dicembre 2021 con lo svolgimento delle nuove elezioni presidenziali.
Il 21 settembre 2021 la Camera dei rappresentanti, con un voto di 89 favorevoli sui 113 presenti, ha votato una mozione di sfiducia contro il Governo di unità nazionale di Dbeibeh, sostenuta dai parlamentari vicini ad Haftar. Tale mozione tuttavia è stata giudicata "nulla" e "con valore prettamente simbolico" dall'Alto Consiglio di Stato libico per il mancato raggiungimento del quorum previsto dalla Costituzione provvisoria libica.
Dopo il rinvio delle elezioni del 24 dicembre 2021, la Camera dei rappresentanti e l'Alto Consiglio di Stato hanno concordato sulla creazione di una commissione di revisione costituzionale e il 10 febbraio 2022 la Camera dei rappresentanti, con l'appoggio di parte dell'Alto Consiglio di Stato, ha eletto Fathi Bashagha come nuovo Primo ministro; la formazione del governo Bashagha è stata respinta dall'Alto Consiglio di Stato e dal Governo di unità nazionale guidato da Dbeibeh ma nonostante ciò il governo Bashagha ha prestato giuramento il 3 marzo successivo.

## Composizione
| Carica                                                                | Titolare      | Titolare                                | In carica                        |
| --------------------------------------------------------------------- | ------------- | --------------------------------------- | -------------------------------- |
| Primo ministro                                                        | senza cornice | Abdul Hamid Mohammed Dbeibeh            | dal 15 marzo 2021                |
| Ministro della difesa                                                 | senza cornice | Abdul Hamid Mohammed Dbeibeh            | dal 15 marzo 2021                |
| Vice Primo ministro per l'est                                         |               | Hussein al-Qatrani                      | dal 15 marzo 2021                |
| Vice Primo ministro per il sud                                        |               | Ramadan Boujenah                        | dal 15 marzo 2021                |
| Ministro degli affari esteri e della collaborazione internazionale    | senza cornice | Najla El Mangoush                       | 15 marzo 2021 - 28 agosto 2023   |
| Ministro degli affari esteri e della collaborazione internazionale    |               | Fathallah al-Zani ad interim            | 28 agosto - 3 settembre 2023     |
| Ministro degli affari esteri e della collaborazione internazionale    | senza cornice | Abdul Hamid Mohammed Dbeibeh ad interim | dal 3 settembre 2023             |
| Ministro dell'agricoltura e delle risorse zootecniche                 |               | Hamad Abdul-Razzaq Taher Al-Marimi      | dal 15 marzo 2021                |
| Ministro delle risorse idriche                                        |               | Tariq Abdel Salam Mustafa Abu Flika     | dal 15 marzo 2021                |
| Ministro delle risorse marine                                         |               | Adel Mohamed Sultan Hassan              | dal 15 marzo 2021                |
| Ministro dello sport                                                  |               | Abdul Shafi Hussein Muhammad Al-Juifi   | dal 15 marzo 2021                |
| Ministro della pianificazione                                         |               | Fakher Muftah Bufarna                   | dal 15 marzo 2021                |
| Ministro della salute                                                 |               | Ali al-Zinati                           | 15 marzo 2021 - 30 gennaio 2022  |
| Ministro della salute                                                 |               | Ramadan Boujenah                        | dal 30 gennaio 2022              |
| Ministro dell'istruzione                                              |               | Musa Muhammad Al-Maqrif                 | 15 marzo 2021 - 23 dicembre 2021 |
| Ministro dell'istruzione                                              |               | Ahmed Abu Khuzam                        | dal 23 dicembre 2021             |
| Ministro del turismo e dell'artigianato                               |               | Abd Al-Salam Abdullah Al-Lahi-Tiki      | dal 15 marzo 2021                |
| Ministro dell'interno                                                 |               | Khaled Tijani Mazen                     | 15 marzo 2021 - 23 luglio 2022   |
| Ministro dell'interno                                                 |               | Bader al-Din al-Tumi ad interim         | 23 luglio 2022 - 6 novembre 2022 |
| Ministro dell'interno                                                 |               | ʿImad Mustafa Trabelsi ad interim       | dal 6 novembre 2022              |
| Ministro dell'ambiente                                                |               | Ibrahim Al-Arabi Mounir                 | dal 15 marzo 2021                |
| Ministro del lavoro e della riabilitazione                            |               | Ali Al-Abed Al-Reda Abu Azoum           | dal 15 marzo 2021                |
| Ministro degli affari sociali                                         |               | Wafaa Abu Bakr Muhammad al-Kilani       | dal 15 marzo 2021                |
| Ministro della cultura e dello sviluppo della conoscenza              |               | Mabrouka Othman Oki                     | dal 15 marzo 2021                |
| Ministro dell'istruzione superiore e della ricerca scientifica        |               | Imran Muhammad Abdul Nabi Al-Qeeb       | dal 15 marzo 2021                |
| Ministro dell'istruzione tecnica e professionale                      |               | Saeed Sifaw                             | dal 15 marzo 2021                |
| Ministro dell'industria e dei minerali                                |               | Ahmed Ali Muhammad Omar                 | dal 15 marzo 2021                |
| Ministro della giustizia                                              |               | Halima Ibrahim Abdel Rahman             | dal 15 marzo 2021                |
| Ministro del servizio civile                                          |               | Abdul Fattah Saleh Muhammad Al-Khawja   | dal 15 marzo 2021                |
| Ministro dei trasporti                                                |               | Muhammad Salem Al-Shahoubi              | dal 15 marzo 2021                |
| Ministro dell'alloggiamento e delle costruzioni                       |               | Abubaker Mohamed Al-Ghawi               | dal 15 marzo 2021                |
| Ministro del governo locale                                           |               | Bader al-Din al-Tumi                    | dal 15 marzo 2021                |
| Ministro della gioventù                                               |               | Fathallah al-Zani                       | dal 15 marzo 2021                |
| Ministro dell'economia e del commercio                                |               | Mohamed Hwej                            | dal 15 marzo 2021                |
| Ministro del petrolio e del gas                                       |               | Muhammad Ahmad Muhammad Aoun            | dal 15 marzo 2021                |
| Ministro delle finanze                                                |               | Khaled Al-Mabrouk Abdullah              | dal 15 marzo 2021                |
| Ministro di Stato per gli affari degli sfollati e per i diritti umani |               | Ahmed Faraj Mahjoub Abu Khuzam          | dal 15 marzo 2021                |
| Ministro di Stato per le comunicazioni e per gli affari politici      |               | Walid Ammar Muhammad Ammar Al-Lafi      | dal 15 marzo 2021                |
| Ministro di Stato per gli affari dell'immigrazione                    |               | Ijdid Maatouk Jadeed                    | dal 15 marzo 2021                |
| Ministro di Stato per gli affari del Primo ministro e del Gabinetto   |               | Adel Jumaa Amer                         | dal 15 marzo 2021                |
| Ministro di Stato per gli affari delle donne                          |               | Houria Khalifa Miloud                   | dal 15 marzo 2021                |
| Ministro di Stato per gli affari economici                            |               | Salama Ibrahim Al-Ghwail                | dal 15 marzo 2021                |